# Gasela de Heuglin
La gasela de Heuglin (Eudorcas tilonura) és una espècie de mamífer artiodàctil de la família dels bòvids que viu a l'est del riu Nil, a Eritrea, Etiòpia i el Sudan. De vegades ha estat considerada una subespècie de la gasela de front vermell (E. rufifrons) o part de la mateixa espècie que la gasela de Thomson (E. thomsoni) i la gasela de front blanc (E. albonotata). És una gasela menuda, amb una alçada a la creu de gairebé 67 cm i un pes d'entre 15 i 35 kg. El pelatge és de color marró rogenc fosc, amb una ratlla rogenca als flancs, excepte la regió ventral i la gropa, que són blanques. Tant els mascles com les femelles tenen banyes d'entre 15 i 35 cm.
No se sap gaire cosa sobre l'ecologia i el comportament de les gaseles de Heuglin, que solen viure en solitari o formar grups d'entre dos i quatre individus. Potser brostegen i pasturen. La gestació dura gairebé sis mesos, al cap dels quals probablement neix una sola cria. Les gaseles de Heuglin habiten espais oberts, com ara estepes, herbassars secs i matollars espinosos, a altituds de fins a 1.400 msnm. La destrucció del seu hàbitat i la caça il·legal per obtenir-ne carn representen una greu amenaça per a la seva supervivència. És possible que les seves poblacions decreixessin un 20% en els nou anys posteriors al 2008. Cap al 2016 tan sols en quedaven entre 2.500 i 3.500 individus, dels quals menys de 2.500 eren adults, repartits entre grups petits i fragmentats. La Llista Vermella de la UICN classifica la gasela de Heuglin com a espècie en perill.